# Макошин
Макошин (пол. Makoszyn) — село в Польщі, у гміні Беліни Келецького повіту Свентокшиського воєводства.
Населення — 786 осіб (2011).
У 1975-1998 роках село належало до Келецького воєводства.

## Демографія
Демографічна структура на день 31 березня 2011 року:
|          | Загалом | Допрацездатний вік | Працездатний вік | Постпрацездатний вік |
| -------- | ------- | ------------------ | ---------------- | -------------------- |
| Чоловіки | 408     | 104                | 270              | 34                   |
| Жінки    | 378     | 85                 | 215              | 78                   |
| Разом    | 786     | 189                | 485              | 112                  |